# Compagnia Italpetroli
La Compagnia Italpetroli S.p.A è una holding italiana di proprietà della banca UniCredit. Nel 2016 il Gruppo Ludoil Ludoil Energy SpA acquista da UniCredit tutti gli asset petroliferi della Compagnia Italpetroli SpA., oggi divisi in tre società: (i) So.De.Co a Civitavecchia; (ii) Petroli Investimenti a Civitavecchia; e (iii) Meridionale Petroli a Vibo Valentia.

## Storia
L'azienda è stata fondata dall'imprenditore romano Franco Sensi negli anni sessanta con l'obiettivo di creare un importante gruppo industriale attivo nel settore petrolifero e petrolchimico, nel tentativo di creare nel centro Italia una entità capace di contrapporsi alle grandi potenze del settore esistenti nel nord del paese come ERG e Saras.
Nel corso degli anni la società si è trasformata da semplice industria in una holding in cui la famiglia Sensi ha fatto confluire tutte le sue proprietà e le sue quote azionarie, alcune delle attività della società sono al di fuori del settore petrolifero, infatti ora la Compagnia Italpetroli possiede attività anche nel settore sportivo (AS Roma), turistico e nel settore immobiliare.
Fino al 2008, Franco Sensi era presidente (di Compagnia Italpetroli) e sua figlia Rosella Sensi (1971) era amministratrice delegata di Compagnia Italpetroli. Dalla morte di Franco Sensi, tutte le scelte ricadono sulle tre sorelle Sensi (azioniste al 51% di CI).

## Attività petrolifera
L'attività petrolifera è concentrata soprattutto in due zone, possiede infatti due depositi di stoccaggio e lavorazione petrolifera di importanza nazionale, situati nei comuni di Vibo Valentia e Civitavecchia. Il deposito di Vibo Valentia può ospitare complessivamente oltre 36.000 metri cubi di oli minerali mentre quello di Civitavecchia supera i 91.000 metri cubi.

## Associazione Sportiva Roma
Nel maggio del 1993 Franco Sensi ha fatto confluire nella Compagnia Italpetroli anche il suo pacchetto azionario della Associazione Sportiva Roma, che aveva rilevato insieme al collega Pietro Mezzaroma. Nel novembre 1993 Pietro Mezzaroma vende il suo pacchetto azionario a Franco Sensi, che diventa unico proprietario e presidente.
Nel maggio 2000 la AS Roma entra in borsa; Compagnia Italpetroli continua a possedere (direttamente e indirettamente) il 67% delle azioni di AS Roma, il resto è in mano a piccoli azionisti.
Dal 2004 ci sono stati contatti per la vendita con la Nafta Mosca di Roman Abramovic, ma l'affare saltò all'ultimo momento quando sembrava oramai in dirittura d'arrivo. Nel 2008 fu rifiutata una clamorosa offerta di 283 milioni di euro da parte del miliardario americano George Soros. Nell'aprile 2009 un comunicato congiunto Italpetroli-Roma ha ammesso l'interesse di un gruppo svizzero facente capo a Vinicio Fioranelli, anche quest'ultima vicenda si è conclusa con la ritirata del gruppo svizzero. L'8 maggio 2009 il Corriere dello sport pubblica una intervista di Piero Torri all'imprenditore farmaceutico Francesco Angelini in cui quest'ultimo afferma: "al momento il mio interesse non è entrare al 100 per cento nella società, piuttosto ritengo opportuno avanzare un'offerta per acquisire il 60 o 70 percento della società, in modo da avere il controllo della maggioranza", ma ancora una volta il tutto si è concluso con un nulla di fatto.

## Situazione debitoria e cronologia degli ultimi anni

### 2000
Franco Sensi decide di far entrare la AS Roma in borsa: circa il 33% delle azioni vengono vendute (e il ricavato entra nel gruppo Compagnia Italpetroli).

### 2002
Il 1º luglio 2002 nasce Capitalia; l'interlocutore di italpetroli non sarà più Banca di Roma ma Capitalia.

### 2004
Viene varato un accordo tra Compagnia Italpetroli e Capitalia (principale creditrice del gruppo): devono iniziare delle dismissioni per rientrare dei debiti, alcuni debiti vengono convertiti in azioni di Compagnia Italpetroli e di conseguenza Capitalia diventa proprietaria del 49% di Compagnia Italpetroli e ottiene una opzione call su un altro 2% di azioni; in proiezione Capitalia è proprietaria del 32,83% delle azioni di as roma. Contemporaneamente, si decide un aumento di capitale della as roma usando Francesco Totti come testimonial.

### 2006
Nel 2006 si è arrivati a un nuovo accordo con le banche per il pagamento del debito.

### 2007
Il 1º ottobre 2007 nasce Unicredit Group; l'interlocutore di Italpetroli non sarà più Capitalia ma Unicredit Group.

### 2008
Il 18 luglio 2008 (Franco Sensi è deceduto il 17 agosto dello stesso anno) è stato sottoscritto un accordo tra Italpetroli e le banche per il pagamento dei debiti; l'accordo non è stato reso interamente pubblico ma, nella parte che conosciamo, comprende una significativa riduzione (circa 130 milioni di euro) del livello di indebitamento da conseguire entro i successivi 5/6 mesi e la riorganizzazione societaria in tre subholding.

### 2009
Il livello dei debiti sta raggiungendo un livello insostenibile e il 4 Giugno 2009 Unicredit ha notificato il recesso dall'accordo sul debito del luglio 2008. Il 5 Giugno 2009 Unicredit ha scritto una lettera a Italpetroli (fonte: Rosario Dimito del Messaggero) minacciando di portarli in tribunale con una richiesta di messa in mora; è da precisare che tale documento non è stato mai reso pubblico né dalla banca Unicredit né tanto meno dalla Compagnia Italpetroli, quindi si può ritenere questa notizia una semplice e non riscontrabile indiscrezione giornalistica. 
Unicredit ha presentato 13 richieste di procedimenti esecutivi. 
L'11 Novembre 2009 chiede al tribunale di Roma che attesti «la dichiarazione di nullità o comunque l'annullamento della delibera assembleare del 30 Giugno 2009 di approvazione del bilancio 2008 della Compagnia Italpetroli».
Il 19 Novembre il Presidente della A.S.Roma dichiara a seguito di una conferenza stampa presso la sede della società Italpetroli s.p.a.:
"Sono assolutamente infondati gli argomenti della citazione avanzata da Unicredit al Tribunale di Roma sulla nullità del bilancio Italpetroli, lo dimostreremo in tribunale, con il percorso che dovremo, aggiunge, evidenziando che «non si possono tirare fuori documenti come fossero sentenze di tribunale ». 
Facendo riferimento all'articolo pubblicato il 18 Novembre da Il Messaggero (da Rosario Dimito), la Sensi sottolinea che «sarebbe stato il caso di chiedere alla controparte» visto che si è in presenza di una citazione, appunto, di parte. «I criteri sono infondati», ribadisce, aggiungendo che questo «sarà rappresentato nei tempi e nei modi opportuni». Italpetroli è pronta ad ogni azione legale che si rendesse necessaria. È quanto evidenzia l'amministratore delegato della società, Rosella Sensi. «Con i nostri legali valuteremo tutti i danni e a chi chiederli», annuncia, ricordando che «per mesi si è parlato di decreti ingiuntivi esecutivi prima che il tribunale si pronunciasse». La Sensi evidenzia anche che per la metà di quei decreti «c'è stato un rigetto» e, chiede ironicamente, «se anche l'altra metà dovesse essere rigettata, quanti danni saranno stati fatti al gruppo, alla famiglia e alla A. S. Roma?». 
Il 23 Novembre 2009 il sindaco di Roma Gianni Alemanno organizza un incontro in Campidoglio per tentare di risolvere i problemi di Italpetroli; all'incontro sono presenti: Gianni Alemanno (sindaco di Roma 2008-2013), Rosella Sensi, Pippo Marra (consigliere e amico di Rosella Sensi), Paolo Fiorentino (deputy ceo di Unicredit group), Maurizio Cereda (vicedirettore generale di Mediobanca); l'incontro si conclude con un nulla di fatto.

### 2010
Il 20 gennaio 2010 si forma il collegio (Cesare Ruperto, Enrico Gabrielli e Romano Vaccarella) che dovrà decidere sulla validità dell'accordo sul debito disdettato da Unicredit contro la volontà della famiglia Sensi. Il collegio è conseguenza di un arbitrato richiesto dalla famiglia Sensi; l'arbitrato comunque non annulla il giudizio civile avviato da Unicredit riguardo alla nullità del bilancio del gruppo Italpetroli. Il 12 febbraio 2010 si è tenuta un'assemblea dei soci di Italpetroli per esaminare la grave situazione patrimoniale. Il capitale sociale di Italpetroli è passato (dati del 31 dicembre 2008) da 50 milioni a 17 milioni, quindi bisogna procedere seguendo l'art 2446 del codice civile; il collegio sindacale ha depositato una relazione tra cui si legge "ai fini della dimostrazione dell'esistenza del requisito della continuità aziendale appare necessario, a questo Collegio, che gli amministratori, oltre al riferimento all'ammontare del nav... sottopongano agli azionisti un piano percorribile a breve ovvero una strategia basata su fondate previsioni di dismissioni od altro che consenta di superare il problema": Compagnia Italpetroli deve vendere degli asset, la as roma è tra gli asset in vendita.
Il 23 febbraio si è tenuta una nuova assemblea in cui si sono approfonditi alcuni argomenti. Durante l'assemblea Rosella Sensi ha giocato l'ultima carta contro Unicredit: non avendo i soldi necessari per ricapitalizzare Compagnia Italpetroli, ha deciso di contestare il bilancio 2008, frutto di anatocismo secondo lei. Adesso il collegio sindacale (scelto dai Sensi) dovrà scegliere se sposare la linea dei Sensi (bilancio irregolare a causa dell'anatocismo) o la linea di Unicredit (bilancio regolare e ricapitalizzazione obbligatoria). Il 29 maggio 2010 Rosella Sensi (a distanza di meno di un anno) ha incontrato Gianni Letta per chiedere un aiuto.
Il 23 giugno 2010 c'è stato un incontro tra i legali di Unicredit e i legali di Italpetroli presso lo studio del professor Ruperto; l'incontro è stato il tentativo di conciliazione finale per il pagamento del debito, l'incontro si è concluso con un nulla di fatto e con la promessa di un nuovo incontro il 5 luglio 2010.

#### Luglio 2010
Il 5 luglio 2010 inizia l'incontro "decisivo": in realtà non sarà decisivo perché la seduta viene sospesa e riaggiornata a giovedì 8 luglio 2010, ore 18:00.
L'8 luglio avviene la svolta: dopo alcune ore di discussione, c'è l'accordo su una lettera di intenti che prevede Unicredit arrivare al 100% di tutto il gruppo, alla vendita di as Roma e ad alcuni immobili che verranno lasciati alla famiglia Sensi.
Il 26 luglio 2010 si arriva alla firma dell'accordo: Unicredit avrà il 100% di Compagnia Italpetroli; le azioni di Roma 2000 (il 66% delle azioni di as roma) passerà a una nuova società chiamata Newco Roma che sarà di proprietà dei Sensi (51%) e di Unicredit (49%).

#### Ottobre 2010
Nella settimana 11-15 ottobre 2010, il professor Attilio Zimatore, ex commissario Cirio, verrà nominato presidente indipendente di Italpetroli, con deleghe, in un nuovo cda ridotto a tre componenti.

#### Novembre 2010
Il mese di novembre è segnato da 2 comunicati ufficiali in cui si ammette che sono state ricevute alcune offerte non vincolanti per l'acquisto di A.S. Roma.

### 2011

#### Febbraio 2011
Il 3 febbraio 2011 un comunicato ufficiale informa che sono pervenute 5 offerte per comprare la Roma; tra queste offerte non c'è il gruppo Aabar.
Rimane altresì inteso che un istituto di credito facente parte allo statuto degli istituti stessi non può detenere più del 6% delle quote societarie.

## Dismissioni
nell'esercizio 2004:
- l'Immobiliare Campana srl
- l'Immobiliare Valadier srl, proprietaria dell'immobile strumentale adibito ad attività alberghiera denominato Hotel Cicerone
- Hotel Cicerone srl società di gestione dell'albergo omonimo

nell'esercizio 2005:
- le Torri srl
- la partecipazione del 16% al capitale sociale della Leonardo srl, società controllante Aeroporti di Roma S.p.a.

nell'esercizio 2006:
- la partecipazione del 60% al capitale sociale della Società Romana di Attività Economiche S.R.A.E. a responsabilità limitata